# Enyellé
Enyellé es una localidad de la República del Congo, constituida administrativamente como un distrito del departamento de Likouala en el noreste del país.
En 2011, el distrito tenía una población de 21 193 habitantes, de los cuales 10 810 eran hombres y 10 383 eran mujeres.
Se ubica en una zona de selva del noreste de la región a orillas del río Ibenga, unos 150 km al norte de la capital regional Impfondo y unos 40 km al oeste de la frontera con la República Democrática del Congo.